# Fédération chrétienne des paysans salvadoriens
La Fédération chrétienne des paysans salvadoriens (Federación Cristiana de Campesinos Salvadoreños, en abrégé FECCAS) était une union paysanne salvadorienne qui avait des liens avec le Parti chrétien-démocrate.

## Histoire
La Fédération chrétienne des paysans salvadoriens a été créée par l'Union nationale des travailleurs chrétiens (UNOC) en 1964. La fédération est devenue une entité indépendante en 1969 ce qui lui a permis de devenir une organisation militante. La FECCAS a reçu l'essentiel de son soutien de la population agraire pauvre de Salvador qui a souffert des politiques mises en place par le Parti de conciliation nationale (PCN),. De nombreux organisateurs de la FECCAS étaient des prêtres catholiques romains jésuites. En 1974, la FECCAS, avec l'Union des travailleurs ruraux (UTC), a formé le Front d'action populaire unifié (FAPU),.
Alors que la FECCAS était une organisation indépendante, faisant partie de l'Union nationale des travailleurs chrétiens et du Front d'action populaire unifié, ses membres étaient constamment ciblés par l'Organisation démocratique nationale (ORDEN), un ensemble d'escadrons de la mort et de paramilitaires créés et exploités par le gouvernement militaire. Lorsque la FECCAS a exigé des salaires ruraux plus élevés en octobre 1977, l'ORDEN a réprimé l'organisation en occupant de vastes zones à Chalatenango, le département avec son plus grand soutien, et a commis sept meurtres et trois viols.
L'organisation a cessé d'exister en 1980 avec une répression accrue et des attaques de la junte gouvernementale révolutionnaire du Salvador avec de nombreux anciens membres rejoignant l'un des cinq groupes de guérilla qui formera le Front de libération nationale Farabundo Martí et luttera contre le gouvernement pendant la guerre civile salvadorienne.